# Djaffar Ouahioune
 (juillet 2010).
Si vous disposez d'ouvrages ou d'articles de référence ou si vous connaissez des sites web de qualité traitant du thème abordé ici, merci de compléter l'article en donnant les références utiles à sa vérifiabilité et en les liant à la section « Notes et références ».
Djaffar Ouahioune (en kabyle : Ǧaɛfar Uahyun), né le  14 avril 1957 à Tassaft Ouguemoun dans la wilaya de Tizi-Ouzou et mort le 10 mai 1997 à Ait Yenni, est un enseignant et militant algérien.

## Biographie
Il perd son père à l’âge de trois mois. Son enfance se déroule dans son village natal, où il fait ses études primaires de 1963 à 1969. Il poursuit ses études à l'école secondaire privée des pères blancs d'Ath-Yenni, wilaya de Tizi Ouzou.
En 1974-1975, Djaffar Ouahioune fait sa première sortie de sa région de Kabylie vers Constantine, où il fréquente le lycée des pères blancs du plateau du Mansourah à Constantine (aujourd'hui lycée Tarek Ibn Ziyad). Malgré les frais très élevés par rapport à la situation financière de sa famille, il trouva aide et soutien de ses deux frères aînés. Il arrêta ses études durant toute l’année scolaire 1975-1976, à la suite du décès de sa mère, pour les reprendre l’année suivante. En 1978, il obtient le baccalauréat.
Il réintègre la Kabylie pour être parmi les premiers étudiants à fréquenter l’université de « Oued-Aissi» à Tizi-Ouzou, nouvellement ouverte.
Il était un membre influent du Mouvement Culturel Berbère (MCB). Il a participé activement aux événements du printemps berbère pour être l’un des organisateurs et préparateurs de la toute première manifestation du 11 mars au lendemain de l’interdiction de la conférence de Mouloud Mammeri. Il avait résumé l’événement à l’époque à travers cette saisissante formule kabyle « ASS N 11 DI MEΓRES ID N-SSEγRES »[Quoi ?]. Après les événements du printemps 80, il fut arrêté et emprisonné pour la première fois par la gendarmerie de Tassaft Ouguemoun avec Hand Saâdi.
Fondateur de la revue Tafsut, il a été dénoncé et les gendarmes étaient venus perquisitionner chez lui pour chercher la ronéo de la revue. Après avoir effectué le service militaire et quelques années d’enseignement à Fouka, il revient en Kabylie pour enseigner les mathématiques au lycée de Beni-Yenni.
Durant la Guerre civile algérienne, il a été l’un des premiers à s’engager avec le groupe de légitime défense (GLD) de son village. Il sera assassiné, le 10 mai 1997, vers 10 h 30 devant ses élèves, par huit individus armés qui se sont introduits tranquillement dans le lycée, les uns en tenue de gendarmes, les autres en tenue militaire accompagnés d'un civil costumé tenant un talkie-walkie avant de gagner la salle 13, où il enseignait. Les individus armés ont eu aussi le temps d’assassiner son ami, le jeune Kamel Aït Hamouda avant de prendre la fuite.